# 윤희숙 (1976년)
윤희숙(1976년~)은 진보당의 상임대표이다. 2022년 7월 취임했다.